# Leptotyphlops howelli
Leptotyphlops howelli este o specie de șerpi din genul Leptotyphlops, familia Leptotyphlopidae, descrisă de Donald G. Broadley și Van Stanley Bartholomew Wallach în anul 2007. Conform Catalogue of Life specia Leptotyphlops howelli nu are subspecii cunoscute.